# 安德森氏症候群
安德森氏症候群（英語：Andersen-Tawil syndrome）是心臟的鉀離子通道發生缺陷，導致心臟節律障礙暨週期性麻痺症候群。其發生率為1/100000。
遺傳方面，其遺傳方式為體染色體顯性遺傳，過半患者會產生新突變。